# Ivel (rzeka)
Ivel (ang. River Ivel) – rzeka we wschodniej Anglii, w hrabstwach Bedfordshire i Hertfordshire, dopływ rzeki Great Ouse. Długość rzeki wynosi około 25 km.
Źródło rzeki znajduje się na północnym skraju miasta Baldock, na wysokości około 55 m n.p.m. Rzeka płynie w kierunku północnym, przepływając przez miejscowości Stotfold, Henlow, Langford, Biggleswade, Sandy i Blunham. Do Great Ouse uchodzi w pobliżu wsi Tempsford.